# Affaire Alcatel
 (mai 2012).
Si vous disposez d'ouvrages ou d'articles de référence ou si vous connaissez des sites web de qualité traitant du thème abordé ici, merci de compléter l'article en donnant les références utiles à sa vérifiabilité et en les liant à la section « Notes et références ».
L’affaire Alcatel est un scandale qui a bouleversé profondément la politique du Costa Rica, dès son éclatement en septembre 2004 et a conduit en prison un ancien président, Miguel Ángel Rodríguez Echeverría.  Un autre ancien président, José María Figueres, a également dû démissionner de son poste de Directeur général du Forum économique mondial, plus connu comme Forum de Davos. 

## Historique

### Contrat avec la firme Alcatel pour moderniser la téléphonie cellulaire
Vers la fin des années 1990, le Costa Rica est confronté au défi d’adopter la technologie GSM pour les télécommunications sans fil. Le monopole des télécommunications est détenu par l’Institut Costaricien d’Électricité (es) (ICE), une entreprise d'état. ICE avait des difficultés à fournir à ses clients les lignes GSM. Le 28 août 2001, l’ICE signe un contrat avec la compagnie française Alcatel, afin d’installer 400 000 lignes GSM. Le contrat s’éleve à près de 419 millions de dollars US.
En septembre 2004, le journal costaricien La Nación publie des informations concernant l’octroi du contrat selon lesquelles Alcatel aurait versé des pots-de-vin à des entrepreneurs et des personnalités politique nationale pour remporter le contrat. L'argent a été versé par l’intermédiaire d’un réseau d'entreprises. Ces transferts d’argent étaient le point de départ des accusations formulées par le Fiscal General.
Les autorités accusaient le vice-président et directeur commercial d’Alcatel pour l'Amérique latine, Christian Sapsizian Auvignon, et son président d'Alcatel au Costa Rica, Edgar Valverde Acosta d'avoir planifié, recherché, offert et livré des pots-de-vin à des fonctionnaires prenant part à la décision.
Les paiements auraient été faits de manière indirecte. Les procureurs ont expliqué que pour justifier les transferts, Alcatel avait utilisé les services de Luis Adrián Quirós Carmona (dont la sœur est mariée à Valverde Acosta). Un total de quatre contrats a été signé avec la société Servicios Notariales Q. C. qui appartenait à la femme de Quirós Carmona. Selon les procureurs, Alcatel a payé à Servicios Notariales Q. C. 14,7 millions de dollars entre décembre 2001 et octobre 2003.  Selon des documents judiciaires déposés auprès de la Cour de la finance criminelle, l'argent a ensuite été réparti entre les différents responsables.

### Procès et condamnations au Costa Rica et aux États-Unis
Selon les documents d’accusation déposés auprès du Tribunal Penal de Hacienda, l'argent a commencé à être réparti entre les différents responsables de l'approbation du contrat des lignes téléphoniques. L'acte d'accusation spécifiait à quelles dates, comment et par qui l'argent est parvenu aux agents publics.
Parmi les bénéficiaires des commissions figuraient l’ancien président de la République, Miguel Angel Rodríguez, le conseiller de l’ICE Joaquin Alberto Fernandez Vargas et Eliseo Garcia, ancien président-directeur général de la Caisse de sécurité sociale (CCSS), ainsi que Guido Sibaja Fonseca et Rodrigo Soto Méndez, anciens fonctionnaires de l’ICE. Barrios. Quirós Guardia et Valverde sont désignés par le procureur général comme les gens chargés d’offrir les pots-de vin. 
Entre l’éclatement du scandale en 2004 et l'acte d’accusation en novembre 2008, trois des 14 accusés ont négocié avec la Couronne afin de recevoir des sentences moins sévères. 
Hernan Bravo Trejos (ancien membre du conseil d'administration du ICE), Marlen Sibaja Fonseca et Miguel Barrios Leonel Arce ont été condamnés à trois ans de prison avec sursis. Bravo a admis avoir reçu 1 million de dollars en pots de vin en échange de l'approbation du contrat de 400 000 lignes cellulaires. Il a accepté de rembourser ce montant décomposé en 875 000 $ pour l'État et 218 000 $ pour l’ICE.  Barrios a été reconnu coupable de corruption aggravée. Il a restitué 100 000 dollars à l’état ainsi qu’une voiture d'une valeur de 16 millions de colons (monnaie du Costa Rica).
Marlen Sibaja a été reconnue coupable de deux simulations de fraude. Dans son cas il n’a pas eu action civile.  Un autre accusé, José Antonio Lobo Solera, n’a pas été accusé en raison de sa collaboration avec les autorités.
Le 27 avril 2011, des neuf accusés, un a été acquitté. La liste des condamnations s'établit comme suit : 
- l’ancien président Miguel Angel Rodriguez a été condamné à cinq ans de prison pour corruption et 12 ans et l'interdiction d'exercer une fonction publique[10],[11] ;
- Joaquín Fernández, ancien conseil de l'ICE, est condamné à cinq ans de prison pour corruption aggravée. Il lui est interdit d’occuper un emploi public pendant 12 ans ;
- Guido Sibaja est condamné à 15 ans de prison pour trois chefs d'accusation de corruption aggravée. Il lui est interdit d’occuper un emploi public pendant 12 ans ;
- Eduardo Fonseca, fonctionnaire de l’ICE est condamné à deux ans de prison pour enrichissement illicite. Il lui est interdit d’occuper un emploi public pendant 12 ans ;
- Eliseo Vargas est condamné à deux ans de prison pour enrichissement illicite. Il lui est interdit d’occuper un emploi public pendant 12 ans ;
- Edgar Valverde, ancien directeur-général d'Alcatel au Costa Rica, accusé d'offrir des paiements au nom de la société française est condamné à 15 ans de prison pour quatre chefs d'accusation de corruption[12] ;
- Adrian Luis Quirós, avocat à QC Services de notaire, qui s'est occupé des paiements est condamné à 15 ans pour corruption ;
- Alfonso Guardia, homme d'affaires accusé d'offrir des pots de vin à des fonctionnaires publics et d'aider dans le transfert de l'argent est condamné à 10 ans pour corruption ;
- Rodrigo Méndez, fonctionnaire de l’ICE n'est pas condamné, le délit pour lequel il était poursuivi étant prescrit[13] ;
- Christian Sapsizian Auvignon, ancien vice-président d'Alcatel pour l'Amérique latine n'a pas été accusé au Costa Rica. Cependant, il a été arrêté à Miami où il a avoué avoir payé des pots de vin. Il a été condamné à 30 mois de prison pour conspiration en vue de payer des pots-de vin au Costa Rica, en échange de l’obtention un contrat téléphonie GSM pour son entreprise[12],[14].

Alcatel a dû payer un total de US$ 137 millions d’amendes à la SEC (Securities and Exchange Commission) afin d’éviter un procès pénal aux États-Unis. La firme qui était cotée en bourse aux États-Unis a plaidé coupable d’avoir payé un total de US $ 48 millions afin d’empocher des contrats en Amérique Latine et en Asie. Alcatel a accepté de payer 45 millions de dollars pour régler des accusations de la SEC, ainsi que de payer 92 millions de dollars supplémentaires pour régler des accusations criminelles qui auraient pu être portées par le ministère de la Justice des États-Unis.